# Jahwe
Jahwe (lub Jehowa, hebr. ‏יהוה‎, JHWH) – Bóg czczony w judaizmie i chrześcijaństwie, uważany za Istotę Najwyższą, pojmowany na sposób monoteistyczny.
Przynajmniej do czasów Mojżesza (ok. XIII wiek p.n.e.), któremu według Biblii imię to miało zostać objawione, Hebrajczycy oddawali mu cześć jedynie na sposób monolatrii – czcząc jedno bóstwo, lecz nie przecząc istnieniu innych bóstw. Według części współczesnych uczonych kult Jahwe został przejęty z wierzeń ugaryckich. Przeczy temu tradycja elohistyczna. Imię JHWH występuje w tekście masoreckim Starego Testamentu 6828 razy. W 25 przypadkach występuje w skróconej, późniejszej formie Jāh. Poza Biblią hebrajską znaleziono je na przykład na steli króla Meszy z IX/VIII wieku p.n.e. oraz w korespondencji z Lakisz z około 589 p.n.e.
Imię to jest częścią występujących w Biblii wielu imion nadawanych ludziom, jak Eliasz (hebr. Elijjáhu), Izajasz (Ješa'jahu), Jezus (Jehōšuaʿ) i wielu innych.

## Geneza

### Teorie na temat historii imienia
Pochodzenie imienia jest niejasne. Istnieje hipoteza, że imię Jahwe znane było jednemu z plemion midianickich, Kenitom, i stąd Mojżesz miałby je przejąć po ucieczce z Egiptu, kiedy przebywał na terytorium, gdzie plemiona te koczowały (por. Sdz 1,16; Lb 10,29). Jahwe miał być znany Madianitom, był też bóstwem opiekuńczym miasta Ejlat nad Morzem Czerwonym.
Opinia ta stoi w sprzeczności z tradycją elohistyczną, zgodnie z którą źródłem imienia Jahwe było objawienie Boga Mojżeszowi przy Horebie.
Inna biblijna tradycja, tradycja jahwistyczna, twierdzi, że imię Jahwe było znane niemal od zawsze. Należy to rozumieć jako jahwistyczną reinterpretację starego przekazu ustnego o początkach rodzaju ludzkiego (por. Rdz 2,4b-3,24) i o biblijnych patriarchach. Większość z imion Boga Hebrajczyków, była używana wcześniej przez plemiona kananejskie na określenie ich lokalnych pogańskich bogów. Uczeni tłumaczą to faktem, że po osiedleniu się na terenach Kanaanu między Jordanem a wybrzeżem Morza Śródziemnego, Żydzi przyswoili sobie miejscowy język kananejski (por. Iz 19,18). Biblia hebrajska używa jednak tych określeń – z pewnością od czasów Mojżesza, a najprawdopodobniej także od Abrahama – do jednego bóstwa, a mianowicie do jedynego Boga Izraela. Jego pojęcie w Izraelu uformowało się pod wpływem opisanego w Biblii samoobjawienia się Boga, który przedstawił się właśnie pod imieniem Jahwe.
Kult Jahwe (jahwizm) za czasów Mojżesza był monoteizmem praktycznym, inaczej monolatrią, czyli oddawaniem czci jednemu bóstwu (spośród wielu innych istniejących).
Jozue powiedział w Sychem zebranym plemionom izraelskim, że ich przodkowie „służyli innym bogom”. Kontekst tego zdania wskazuje, że następca Mojżesza odnosił się do przodków Abrahama. Natomiast w opisie spotkania z Mojżeszem, Jahwe mówi o sobie, że jest „Bogiem Abrahama, Bogiem Izaaka, i Bogiem Jakuba”. Stąd określenia z Księgi Rodzaju „Ten, którego z bojaźnią czci Izaak”, a także „Potężny Bóg Jakuba” są określeniami boga przodków z okresu przed przejęciem od ludów kannanejskich określenia Jahwe, razem z wyobrażeniem boga-króla, stopniowo łączonym z bogiem-ojca/przodków.
Podane przez Księgę Wyjścia 3,14 wyjaśnienie znaczenia imienia Jahwe jako Eheje-Aszer-Eheje (Jestem-Który-Jestem) ma charakter etymologii ludowej, jak często w Biblii. Jest to najprawdopodobniej skrót dłuższego imienia. Możliwe, że jego pełną formą było: Jahwe-Aszer-Jihwe (co oznacza: Daje istnienie wszystkiemu co istnieje), lub też: Jahwe Zewa ⁾ot (Daje istnienie zastępom /niebiańskim? izraelskim?/; tradycyjne tłumaczenie: Pan Zastępów jest wątpliwe). JHWH może być czasownikową formą rdzenia hwh, które jest starszym wariantem rdzenia hjh – być. Samogłoska pierwszej sylaby pokazuje, że słowo jest użyte w formie czasu przyszłego-teraźniejszego przyczynowego: hif ⁽il, powinno się więc imię to rozumieć: Sprawia istnienie, daje istnienie.

### Teoria genezy kultu

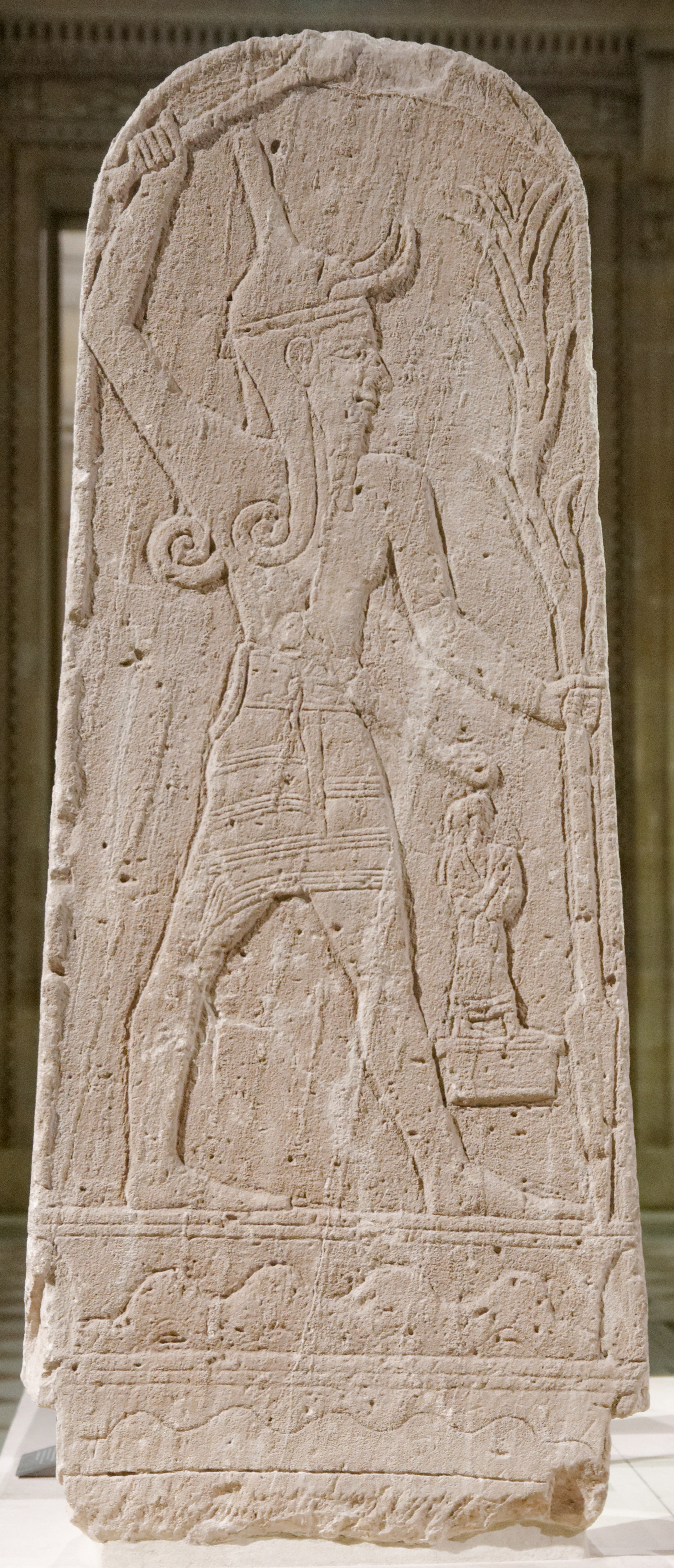
Wizerunek Baala na steli z Ugarit (XV-XIII stulecie p.n.e.)

Niektórzy badacze jak Gerd Theissen, Morton Smith czy Lowell Handy upatrują genezę kultu Jahwe w wierzeniach ugaryckich. Według ich teorii, w okresie gdy system wierzeń Izraelitów był jeszcze politeizmem, panteon bogów izraelskich miał analogiczną strukturę hierarchiczną. Na tej podstawie wywodzą oni postać Jahwe od ugaryckiego bóstwa El, a częściowo Baala, przy czym w procesie gdy wierzenia Izraelitów stawały się monoteizmem, Jahwe przejmował także cechy pozostałych, pomniejszych bóstw. Źródeł do badań porównawczych dostarczyły teksty odkryte w latach 1929–1931 w starożytnym Ugarit (dziś Ras Szamra).

## Jahwe i Aszera
Francesca Stavrakopoulou, profesor z Uniwersytetu w Exeter i publicystka BBC2, w popularnonaukowej serii programów brytyjskiej telewizji, ukazała świadectwa archeologiczne wskazujące na tendencje synkretyczne ludowego kultu Izraelitów, stojące w sprzeczności z oficjalną, monoteistyczną wiarą judaizmu. Przynajmniej w niektórych okresach, ludowe wierzenia obejmowały także kult bogini płodności Aszery. Według opinii publicystki, Jahwe, czczony przez Salomona i jego pogańskie żony, miał partnerkę, boginię Aszerę, której oddawano cześć nawet w Świątyni Jerozolimskiej. Istnienie jej ludowego kultu w Izraelu potwierdza również datowana na VIII w. p.n.e., a więc około dwa wieki po Salomonie, inskrypcja znaleziona na pustyni Synaju. W 1 Księdze Królewskiej mowa jest o tym, że w Świątyni jerozolimskiej znajdował się posąg Aszery, któremu ofiarowywano rytualne szaty.
W 1 Księdze Królewskiej znajduje się też opis idolatrii Salomona:

Król Salomon pokochał też wiele kobiet obcej narodowości, a mianowicie: córkę faraona, Moabitki, Ammonitki, Edomitki, Sydonitki i Chetytki, z narodów, co do których Pan nakazał Izraelitom: Nie łączcie się z nimi, i one niech nie łączą się z wami, bo na pewno zwrócą wasze serca ku swoim bogom. Jednak Salomon z miłości złączył się z nimi, tak że miał siedemset żon-księżniczek i trzysta żon drugorzędnych. Jego żony uwiodły więc jego serce. Kiedy Salomon zestarzał się, żony zwróciły jego serce ku bogom obcym i wskutek tego serce jego nie pozostało tak szczere wobec Pana, Boga jego, jak serce jego ojca, Dawida. Zaczął bowiem czcić Asztartę, boginię Sydończyków, oraz Milkoma, ohydę Ammonitów. Salomon dopuścił się więc tego, co jest złe w oczach Pana, i nie okazał pełnego posłuszeństwa Panu, jak Dawid, jego ojciec. Salomon zbudował również posąg Kemoszowi, bożkowi moabskiemu, na górze na wschód od Jerozolimy, oraz Milkomowi, ohydzie Ammonitów. Tak samo uczynił wszystkim swoim żonom obcej narodowości, palącym kadzidła i składającym ofiary swoim bogom. Pan rozgniewał się więc na Salomona za to, że jego serce odwróciło się od Pana, Boga izraelskiego. Dwukrotnie mu się ukazał i zabraniał mu czcić obcych bogów, ale on nie zachował tego, co Pan mu nakazał.

{{Cytat}} Linki zewnętrzne: "źródło".
1 Księga Królewska wypowiada się bardzo krytycznie na temat łączenia kultu bogini płodności z kultem Jahwe. Podobnie Księga Wyjścia. Według wizji biblijnej, już przy wejściu do ziemi obiecanej przywódcy religijni Izraela wzywali do zachowania wierzeń monoteistycznych, które, jak twierdzili, Jahwe objawił Abrahamowi i jego potomkom Izaakowi i Jakubowi, a następnie Mojżeszowi (por Wj 3,13-17). Według biblijnego opisu objęcia ziemi obiecanej przez Izraelitów, otrzymali oni wyraźny nakaz usunięcia przedmiotów kultu bogini płodności:

Strzeż się zawierania przymierza z mieszkańcami kraju, do którego idziesz, aby się nie stali sidłem pośród was. Natomiast zburzcie ich ołtarze, skruszcie czczone przez nich stele i wyrąbcie aszery. Nie będziesz oddawał pokłonu bogu obcemu, bo Pan ma na imię Zazdrosny: jest Bogiem zazdrosnym.

{{Cytat}} Linki zewnętrzne: "źródło".
Biblijna Księga Syracha bardzo ostro krytykuje ostatnie lata króla Salomona:

Do odległych wysp doszło twe imię, przez swój pokój byłeś umiłowany; z powodu hymnów, przysłów, przypowieści i odpowiedzi podziwiały cię kraje. W imię Pana Boga, który jest nazwany Bogiem Izraela, nazbierałeś złota jak cyny i jak ołowiu nagromadziłeś srebra. Niestety, kobietom wydałeś swe lędźwie i wyuzdaniu oddałeś władzę nad swym ciałem. Splamiłeś swą chwałę, zhańbiłeś swoje potomstwo, sprowadzając gniew na dzieci i napełniając je smutkiem z powodu twojej głupoty: ponieważ powstała podwójna władza najwyższa i z Efraima poczęło się zbuntowane królestwo.

{{Cytat}} Linki zewnętrzne: "źródło".
Według Stavrakopoulou „jahwizm”, zwalczający kult bogini Aszery, miał ogromne znaczenie dla promowania braku równowagi społecznej między płciami.

Monoteizm pociągnął okropne konsekwencje. Bóg jest wyłącznie męski, a więc być mężczyzną znaczy być jak Bóg. I to zabarwiło postawy wobec kobiet przez całe stulecia. Zrzucając boginię z niebios monoteizm pozbawił kobiety władzy. Świadectwa, które przedstawiłam podważają podstawy nowoczesnego monoteizmu, i na niektórych ludzi może to mieć poważny wpływ - i wydaje mi się, że strata żony Boga miała jeszcze większy wpływ na historię ludzkości. A to bolesna prawda.

Michael Deacon zwrócił uwagę, że twierdzenia Franceski Stavrakopoulou przedstawiane w BBC2 nie były owocem jej osobistych badań, gdyż już wcześniej mówiła o tym samym książka Williama G. Devera, opublikowana w 2005 r. pod tytułem „Czy Bóg miał żonę? Archeologia i religia ludowa w Starożytnym Izraelu”. Według Deacona, niezależnie od tego jak wyglądał kult ludowy w starożytnym Izraelu w przeszłości, monoteizm judaizmu i chrześcijaństwa pozostaje monoteizmem:

Jeśli wierzysz w jednego prawdziwego Boga, to już wystarczy. Cóż zatem, że starożytni Izraelici czcili więcej niż jednego boga i myśleli, że Bóg miał żonę? Ty nie wierzysz. Oni się mylili, ty nie. Twoja wiara nie będzie się chwiała pod wpływem historycznych świadectw /wierzeń/ przeciwnych. Podobnie jak nie zacznie się chwiać pod wpływem ateistycznej retoryki Richarda Dawkinsa lub Christophera Hitchensa.

Zwraca się też uwagę, że słowo aszera ma w Starym Testamencie dwa określenia. Odnosi się zarówno do bogini o tym imieniu, jak i do filaru, drzewa lub słupa kultowego, który jest bogini poświęcony. W liczbie mnogiej przyjmuje w tym znaczeniu gramatyczną formę rodzaju męskiego (aszerim). Podwójne znaczenie słowa aszera rodziło problemy translatorskie i dyskusje, w którym miejscu dany tekst odnosi się konkretnie do bogini, a w którym do jej symbolu kultowego. Dyskusyjne jest także etymologiczne łączenie Aszery z Athirat/Aszratu. Nie ma także pewności, czy w Judzie i Izraelu pod imieniem Aszery czczono zawsze jedną boginię, czy więcej lokalnych bóstw żeńskich.